# Mack Bruining
Mack Bruining (Rotterdam, 4 juli 1997) is een Nederlandse basketballer die speelt voor Yoast United.

## Carrière
Via verschillende clubs als CBV Binnenland, Lokomotief en Rotterdam Basketbal kwam Bruining uiteindelijk op zijn vijftiende terecht bij Rode Ster Belgrado. Op 18-jarige leeftijd keerde Bruining terug naar Nederland, waar hij in seizoen 2015-16 werd ingedeeld bij Apollo Amsterdam. In twee seizoenen kwam hij tot gemiddeld 5 minuten en 1 punt in 2015-2016 en 8 minuten en 2 punten in seizoen 2016-2017, waarna hij in seizoen 2017-2018 op 19-jarige leeftijd een serieuze rol als point-guard op zich moest nemen na het tijdelijke vertrek van Aron Royé.
Bruining bleek hiermee een belofte te zijn voor Apollo, gezien zijn vermogen tot shots off the dribble en zijn driepunters (37% gemiddeld dat seizoen). Helaas kreeg Bruining te maken met een blessure toen Royé weer terugkeerde naar de hoofdstad. Dit zou uiteindelijk twee maanden duren. Daarna kon Bruining zich nog sterker ontwikkelen als back-up point-guard en was hij op tijd fit om in de finale van de Dutch Talent League mee te kunnen spelen en kampioen te worden. In seizoen 2017-2018 kwam hij in gemiddeld 22 minuten tot 7 punten.
Na zijn sterke optreden dat seizoen, verdiende Bruining in juli 2019 een transfer naar Zeeuw & Zeeuw Feyenoord Basketbal, waar hij onder topcoach Toon van Helfteren speelt. 
Op 16 juni 2022 maakte Bruining de overstap naar Yoast United.

## Statistieken
Dutch Basketball League
| Jaar    | Team      | GS | MPW  | 2P%  | 3P%  | VW%  | RPW | APW | SPW | BPW | PPW |
| ------- | --------- | -- | ---- | ---- | ---- | ---- | --- | --- | --- | --- | --- |
| 2015–16 | Amsterdam | 14 | 5.4  | .222 | .364 | .667 | 0.3 | 0.0 | 0.0 | 0.0 | 1.4 |
| 2016–17 | Amsterdam | 23 | 8.1  | .259 | .318 | .333 | 0.7 | 0.5 | 0.3 | 0.0 | 1.7 |
| 2017–18 | Amsterdam | 24 | 21.6 | .304 | .367 | .607 | 2.5 | 1.3 | 1.1 | 0.0 | 6.3 |
| 2018–19 | Amsterdam | 39 | 22.5 | .443 | .339 | .632 | 3.1 | 1.5 | 0.6 | 0.0 | 6.8 |